# Zygmunt Mirtyński
Zygmunt Stanisław Mirtyński (ur. 3 kwietnia 1898 w Stanisławowie, zm. 1940 w ZSRR) – polski nauczyciel, dyrektor gimnazjalny w II Rzeczypospolitej, ofiara zbrodni katyńskiej.

## Życiorys
Zygmunt Stanisław Mirtyński urodził się 21 marca 1892. Był synem Piotra (ur. 1851, nauczyciel-polonista, w latach 1905-1917 wicedyrektor C. K. Gimnazjum w Jarosławiu) i Marii z domu Remer. Miał rodzeństwo: siostrę Janinę i brata Adama. Kształcił się w C. K. Gimnazjum w Jarosławiu, gdzie w 1910 zdał egzamin dojrzałości. Był członkiem Związku Młodzieży Polskiej „Zet”.
Podczas I wojny światowej został wcielony do i mianowany chorążym w rezerwie piechoty z dniem 1 sierpnia 1915. Do 1918 był przydzielony do pułku piechoty nr 56. Po odzyskaniu przez Polskę niepodległości został przyjęty do Wojska Polskiego. Został awansowany na stopień porucznika rezerwy piechoty ze starszeństwem z dniem 1 czerwca 1919. W 1923, 1924 był oficerem rezerwowym 22 pułku piechoty w Siedlcach, a w 1934 był przydzielony do 1 pułku Strzelców Podhalańskich i pozostawał wówczas w ewidencji Powiatowej Komendy Uzupełnień Nowy Targ.
Podjął pracę nauczyciela. Od 1919 do 1928 był nauczycielem w Państwowym Gimnazjum w Zakopanem, gdzie uczył języka łacińskiego, języka greckiego, matematyki, języka polskiego, języka niemieckiego, propedeutyki filozofii. Od 1928 do 1933 uczył w Prywatnym Gimnazjum Koedukacyjnym im. bł. Ładysława z Gielniowa w Zakopanem. Podczas pobytu w Zakopanem poza pracą zawodową był aktywnym narciarzem Był członkiem zarządu Oddziału Zakopiańskiego Polskiego Towarzystwa Tatrzańskiego, działał w Sekcji Narciarskiej PTT. 17 kwietnia 1924 dokonał pierwszego zimowego wejścia na Zbójnicką Ławkę (wspolnie z Adamem Ferensem i Mieczysławem Świerzem.
28 lipca 1933 na własną prośbę został przeniesiony z gimnazjum zakopiańskiego do Państwowego Gimnazjum w Trembowli, gdzie od 20 sierpnia uczył łaciny, od 14 września 1933 pełnił funkcję p.o. dyrektora, a potem przebywał na tygodniowym kursie dyrektorów we Lwowie oraz został powołany na kurs dydaktyczno-pedagogiczny do Warszawy w okresie od 28 stycznia do 28 marca 1934. 13 marca 1935 został mianowany etatowym dyrektorem tej szkoły od 1 kwietnia 1935. Pozostawał na stanowisku do 1939 (po przemianowaniu szkoła nosiła nazwę Państwowe Liceum i Gimnazjum w Trembowli) i sprawował stanowisko do 1939, a do tego czasu uczył w szkole łaciny oraz propedeutyki filozofii. Od początku pracy w Trembowli pełnił funkcje: przewodniczącego Komitetu Obchodów Narodowych i Państwowych, przewodniczącym koła Towarzystwa Nauczycieli Szkół Średnich i Wyższych, był członkiem zarządu Bursy Polskiej (potem zastępcą prezesa wydziału), Związku Strzeleckiego (potem członkiem zarządu powiatowego ZS), członkiem Towarzystwa Szkoły Ludowej, członkiem Oddziału Podolskiego Towarzystwa Turystyczno-Krajoznawczego (od 1933 prezesem zarządu tegoż), Polskiego Towarzystwa Tatrzańskiego, Ligi Morskiej i Kolonialnej, Ligi Obrony Powietrznej i Przeciwgazowej, Polskiego Białego Krzyża, Klubu Urzędniczego, członkiem rady powiatowej w Trembowli, kierownikiem Niedzielnego Uniwersytetu Wiejskiego, członkiem komitetu Powiatowego Przysposobienia Wojskowego i Wychowania Fizycznego.
Był żonaty z Hertą z domu Baltzer (1895-1982, po pierwszym mężu Schiele). W gimnazjum w Trembowli uczyła się Renata Mirtyńska (ur. 1920 w Zakopanem), która w 1938 egzamin dojrzałości. W roku szkolnym 1938/1939 w klasie IIB tej szkoły uczył się Zygmunt Mirtyński.
Po wybuchu II wojny światowej i agresji ZSRR na Polskę z 17 września 1939 pozostał w Trembowli, gdzie w grudniu 1939 został aresztowany przez sowietów. Był przetrzymywany w tamtejszym więzieniu, a od stycznia 1940 w Tarnopolu. Na początku 1940 wywieziony stamtąd w transporcie w nieznane miejsce. W 1940 został zamordowany przez NKWD. Jego nazwisko znalazło się na tzw. Ukraińskiej Liście Katyńskiej opublikowanej w 1994 (został wymieniony na liście wywózkowej 41/2-9 oznaczony numerem 1949). Ofiary tej części zbrodni katyńskiej zostały pochowane na otwartym w 2012 Polskim Cmentarzu Wojennym w Kijowie-Bykowni.

## Publikacje
- Przyczynki i materiały do metodyki ćwiczeń redakcyjnych (1934, oraz Józef Fränkel, Maria Glińska-Rawska)[30]
- Kilka zagadnień z zakresu metodyki języka łacińskiego (1935)[31]
- Z zagadnień wychowawczych (1936, oraz Józef Fränkel, Jan Ratuszniak)[32]
- Uczeń i szkoła (1937)[33]
- O idei i potrzebie pracy (1938)[34]

## Odznaczenia
- Złoty Krzyż Zasługi (1939)[35][27]
- Brązowy Medal za Długoletnią Służbę (1938)[36][27]